# 구 순천선교부 외국인 어린이학교
구 순천선교부 외국인 어린이학교(舊 順川宣敎部 外國人 어린이學校)는 대한민국 전라남도 순천시에 있는 일제강점기의 건축물이다. 2004년 12월 31일 대한민국의 국가등록문화재 제124호로 지정되었다.

## 개요
1910년대에 건립된 이 건물은 미국 남장로교 선교사 자녀의 성경 학교로 건립되었다. 회색 벽돌을 쌓아 만든 건물로 당시 주변에 석조로 건립된 선교사 사택들과 대조된다. 집회 시설다운 정면부와 정교한 벽돌쌓기 기법 등에서 조형적 가치를 찾을 수 있으며, 미국 남장로교가 전남 해안 지역 선교를 위한 거점으로 건립한 선교 시설이라는 점에서 역사·문화적 보존 가치가 있다.

## 참고 자료
- 구 순천선교부 외국인 어린이학교 - 국가유산청 국가유산포털